# Oxalis articulata
Oxalis articulata — вид квіткових рослин родини квасеницеві (Oxalidaceae).

## Опис
Ця багаторічна рослина з тонкими стеблами, заввишки 20–50 см. Має вертикальне кореневище потовщене у верхній частині довжиною 15 см і 2,5 мм діаметром. Листки знаходяться на кінці довгих тонких паростків (до 30 см), які виходять з прикореневої розетки. Листки у цілому сферичні, діаметром 5 см, складаються з 3 фрагментів, у формі серця, дещо оксамитових, зелених, матових. Суцвіття — парасольки, що містять від 3 до 30 квітів. Квіти мають 5 пелюсток довжиною близько 1,5 см, рожеві, з фіолетовими жилками біля основи. Плід — капсула.

## Поширення
Батьківщина: Бразилія, Аргентина, Парагвай, Уругвай. Натуралізований: Азія: Японія, Туреччина; Австралазія: Австралія, Нова Зеландія; Європа: Ірландія, Велика Британія, Франція, Португалія, Іспанія; Центральна Америка: Коста-Рика, Панама. Також культивується. Росте на відкритих пустищах.

## Використання
Вирощується як декоративна рослина в регіонах з помірним кліматом.

## Галерея

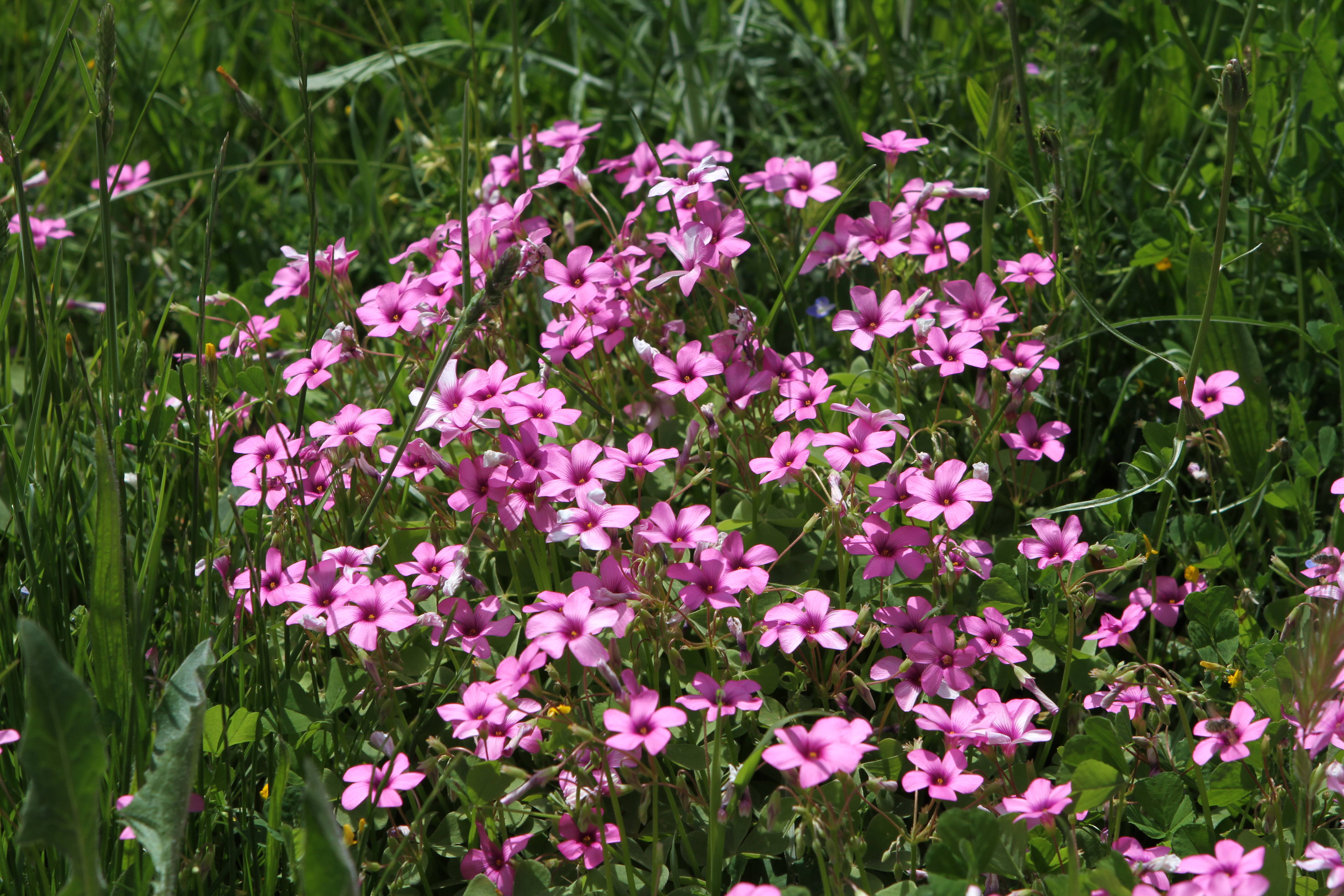
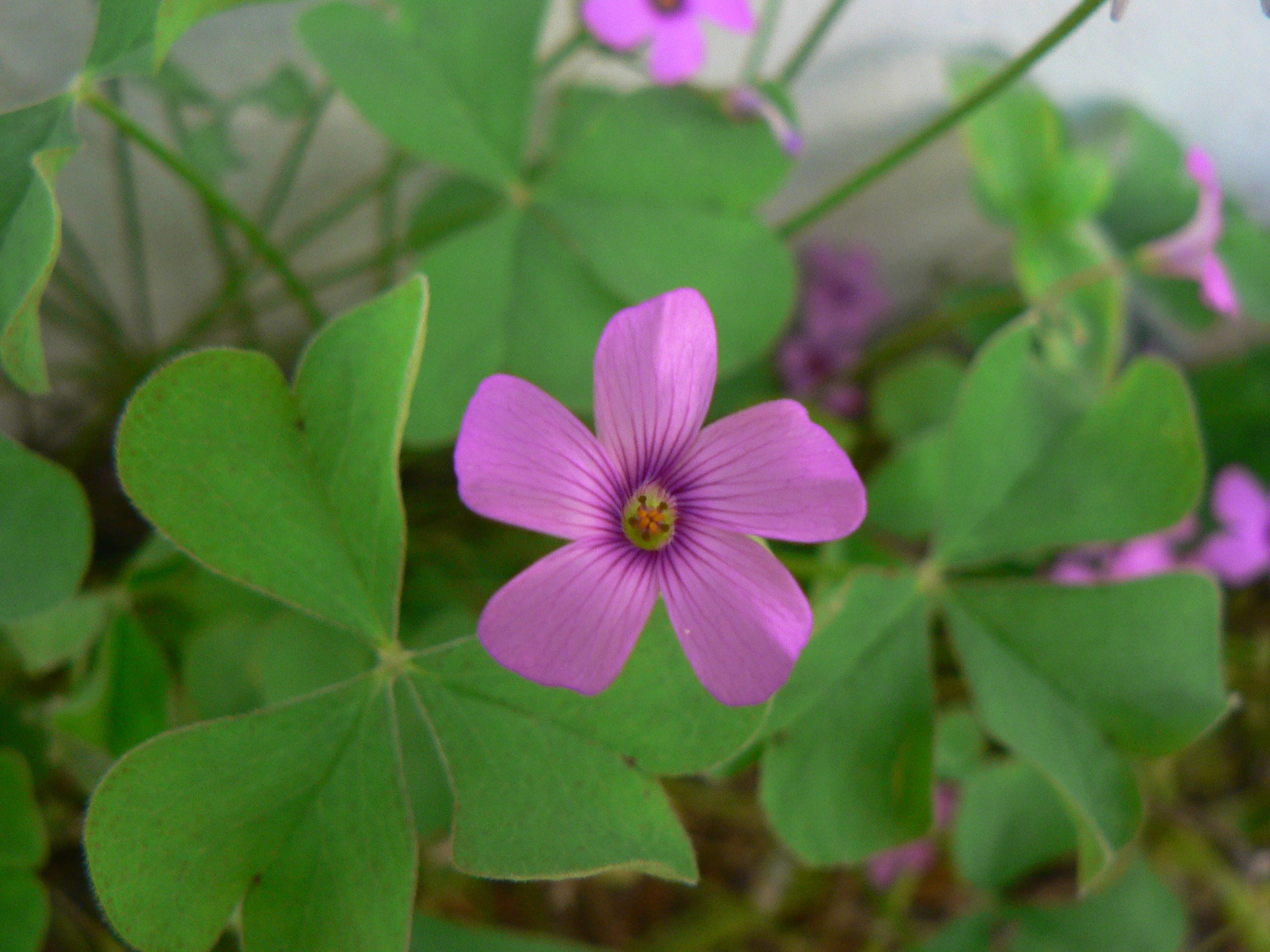